# Minamoto no Hiromasa
En aquest nom japonès, el cognom és Minamoto.
Minamoto no Hiromasa   (17 de juliol de 918 - 28 de setembre de 980) fou un noble i un músic gagaku del període Heian. Fou el fill major del Príncep Katsuakira i el net de l'Emperador Daigo. Sa mare fou filla de Fujiwara no Tokihira.
Gràcies al seu alt rang abastà a ser Mestre Provisional del palau de l'Emperadriu com un regidor de baix rang, fou conehut com Hakuga no Sanmi (博雅三位), que és una lectura xinesa dels Chinese caràcters per 'Hiromasa' and those for 'third rank'.
Va ser un expert kangen (管弦), l'orquestral gagaku que no acompanya la dansa. També fou dit Choushuukyou (長秋卿) o Don tardor després del Palau de Tardor, el poètic nom de l'emperadriu i el seu habitatge.